# Luftüberlegenheit
Als Luftüberlegenheit wird der Grad an militärischer Kontrolle über den Luftraum über einem definierten Gebiet und während eines bestimmten Zeitraums bezeichnet, der eigene Operationen ohne wesentliche Einwirkungsmöglichkeit eines Gegners ermöglicht. Vollständige Kontrolle über einen Luftraum wird als Luftherrschaft oder totale Luftüberlegenheit bezeichnet. Kann Luftüberlegenheit nicht errungen werden, während zugleich einem Gegner die Erreichung dieses Zieles verwehrt bleibt, wird dieser Zustand als günstige Luftlage bezeichnet.
Traditionell wird im Kriegsfall versucht, Luftüberlegenheit durch das Zerstören gegnerischer Luftfahrzeuge, Flugplätze, Flugabwehrstellungen, Führungseinrichtungen sowie der zugehörigen Kommunikationseinrichtungen zu erlangen. 
Das Erringen des für die eigene Operationsfreiheit erforderlichen Grades an Kontrolle über den Luftraum ist ein wesentlicher Auftrag für Luftstreitkräfte gleich zu Beginn eines bewaffneten Konflikts. Zum Ende des Zweiten Weltkriegs hatten die Alliierten die Luftüberlegenheit über Deutschland. Diese Überlegenheit ermöglichte es ihren Bombern, deutsche Städte anzugreifen und die Verkehrsinfrastruktur und die Treibstoffversorgung stark zu beeinträchtigen, ohne selbst hohe Verluste zu erleiden. Noch wichtiger war aber wohl die Unterstützung der vorrückenden Truppen durch in geringer Höhe operierende Flugzeuge. Diese leisteten zugleich Luftaufklärung und Bekämpfung von Bodenzielen.
1967 erreichte Israel im Sechstagekrieg durch den Präventivschlag vom 5. Juni 1967 die totale Luftüberlegenheit über Ägypten, Jordanien und Syrien und konnte trotz zahlenmäßiger Unterlegenheit seiner Bodentruppen seine militärischen Ziele innerhalb weniger Tage mit geringen Verlusten erreichen.
Im Irakkrieg (20. März bis 1. Mai 2003) hatte die sogenannte Koalition der Willigen eine totale Luftüberlegenheit, ebenso im Zweiten Golfkrieg (ab August 1990 nach der Besetzung Kuwaits durch den Irak).
Russland gelang nach dem Überfall auf die Ukraine 2022 während dreier Jahre keine Luftüberlegenheit.